# Oxid osmičitý
Oxid osmičitý (OsO2) je jedním z oxidů osmia, to je v něm přítomné v oxidačním stavu IV. Je krystalický, krystalizuje v čtverečné soustavě. Jeho měrný elektrický odpor je přibližně 15 μΩcm. Je nerozpustný ve vodě, ale je rozpustný v kyselině chlorovodíkové. Na rozdíl od oxidu osmičelého není jedovatý.

## Příprava
Připravuje se reakcí osmia s různými oxidačními činidly, například chlorečnanem sodným, oxidem osmičelým, nebo oxidem dusnatým.